# František Palacký

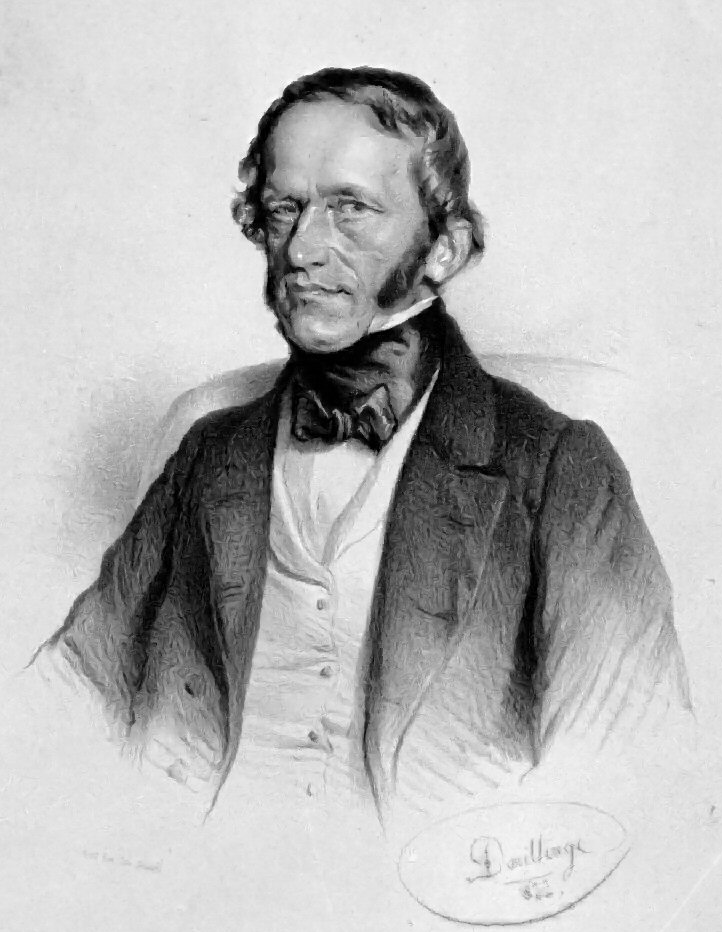
František Palacký (litografía, 1855).

František Palacký (Hodslavice, 17 de junio de 1798-Praga, 26 de mayo de 1876) fue un historiador y político checo.

## Biografía
Sus antepasados habían sido miembros de la comunidad de los Hermanos Bohemios y en secreto habían mantenido sus creencias protestantes durante los períodos de persecución religiosa, y finalmente se habían unido a la Confesión de Augsburgo, la más aproximada a su fe original. El padre de František era un maestro de escuela y un hombre de cierta cultura. Envió a su hijo en 1812 al Liceo evangélico-luterano de Bratislava, donde se puso en contacto con el filólogo Pavel Jozef Šafárik y comenzó a estudiar las lenguas eslavas. Llegó a dominar once lenguas y conocía parcialmente otras.
Después de algunos años de enseñanza privada, František Palacký se instaló en 1823 en Praga, donde trabó una profunda amistad con Josef Dobrovský, cuyas buenas relaciones con las autoridades austriacas lo protegieron de la hostilidad del gobierno hacia los estudiantes nacionalistas eslavos. Dobrovský lo presentó al conde Sternberg y a su hermano František, que habían asumido un interés entusiasta por la historia bohemia. El conde František era el principal fundador de la Sociedad del Museo de Bohemia, dedicado a la conservación de documentos referentes a la historia de Bohemia, con el de objeto de reavivar el sentimiento nacional mediante el estudio de sus registros históricos.
El interés público por la historia bohemia fue estimulado desde 1825 con la publicación del nuevo Diario del Museo de Bohemia (Časopis českého musea), del que Palacký fue el primer editor. El periódico fue el primero en ser publicado en checo y alemán, y la edición checa sobreviviría para convertirse en la principal publicación literaria de Bohemia. Palacký recibía una modesta pensión como archivista del Conde Sternberg y en 1829 las autoridades bohemias le concedieron el título de historiógrafo de Bohemia, con un pequeño salario, pero tuvieron que pasar diez años antes de que las autoridades centrales de Viena concedieran su autorización.
Al mismo tiempo las autoridades bohemias, con el tardío consentimiento de Viena, habían pagado los gastos de la publicación de la principal obra de Palacký: Historia de la nación checa en Bohemia y Moravia (Dějiny národu českého v Čechách a v Moravě, 5 vols., Praga, 1848-1872). Esta obra que concluye en el año 1526 y a la extinción de la independencia checa (Palacký admitió que para escribir sobre historia nacional checa desde 1526 «habría tenido que mentir»[cita requerida]) estaba basado en una laboriosa investigación de los archivos históricos locales de Bohemia y en las bibliotecas de las principales ciudades de Europa, y todavía actualmente sigue siendo una obra historiográfica de referencia. El primer volumen fue publicado en alemán en 1836, bajo el título Historia de Bohemia (Geschichte von Böhmen) y posteriormente fue traducido al checo. La publicación de la obra fue entorpecida por la censura policía, que se mostró especialmente activa criticando la parte referida al movimiento husita.

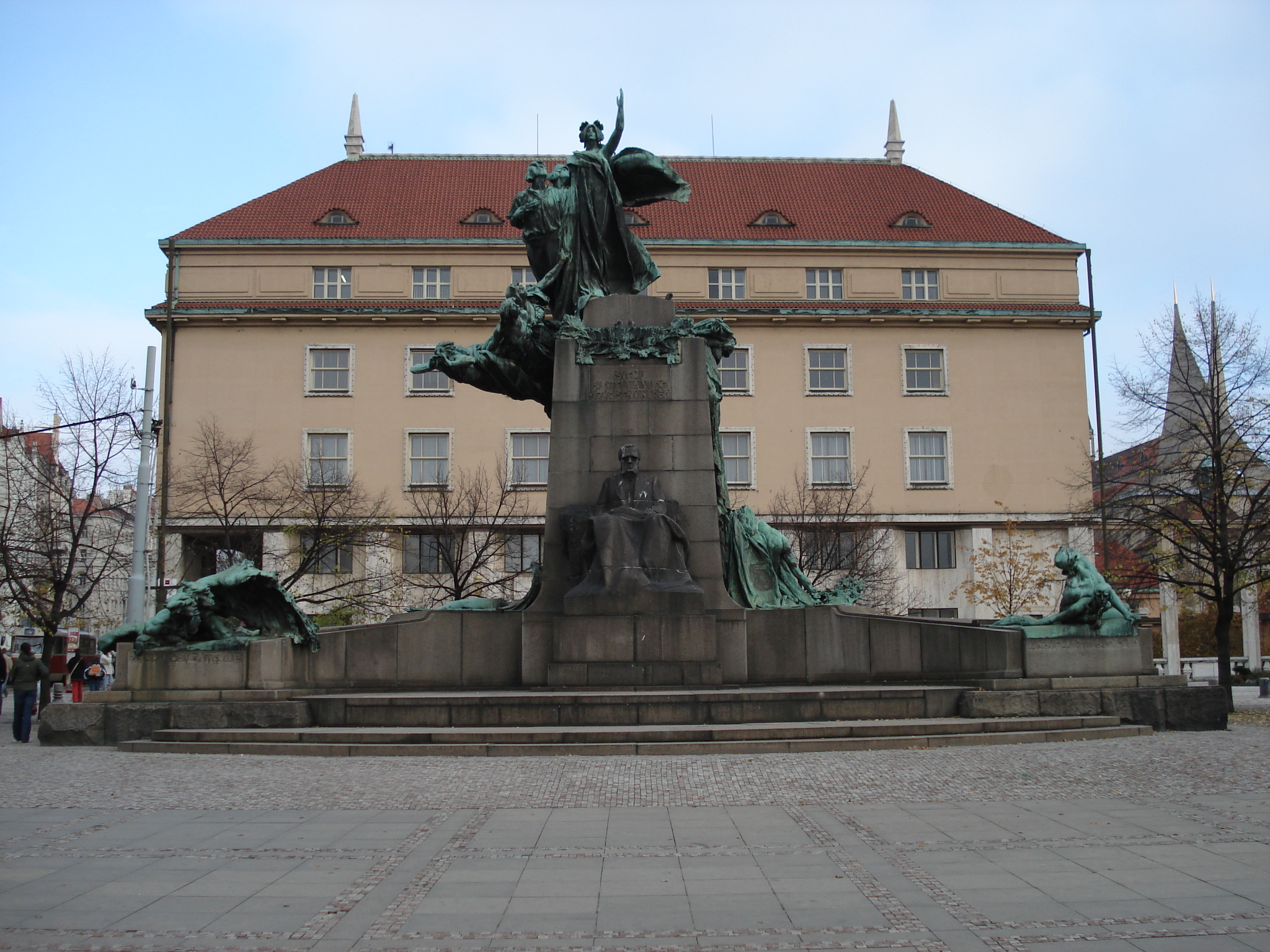
Monumento a František Palacký, por el escultor Stanislav Sucharda, en Praga.

Frantisek Palacký, aunque de simpatías completamente nacionalistas y protestantes, no obstante realizó una visión crítica de los métodos de los Reformistas, pero sus argumentos fueron considerados por las autoridades austriacas peligrosos para el catolicismo. Por lo tanto se ordenó que eliminara varias partes de su obra y que aceptara la integración en la misma de varios pasajes acuñados por los censores. Después de la abolición de la censura policial en 1848 publicó una nueva edición, completada en 1876, restaurando el formato original de su obra. El más destacado de los oponentes de František Palacký en la controversia suscitada por su obra sobre la reforma religiosa en Bohemia fue el Barón Helfert, que recibió un encargo de las autoridades de Viena para que escribiera su Huss und Hieronymus (1853) para contraatacar la Historia de Palacký. K. A. K. Höfler, un profesor alemán de Historia de Praga, también publicó una obra de intencionalidad similar en su Geschichte der hussitischen Bewegung in Bohmen. Palacký replicó en su Geschichte des Hussitenthumes und Professor Löffler (Praga, 1868) y Zur böhmischen Geschichtschreibung (Praga, 1871).
La Revolución de 1848 obligó al historiador a entrar en el campo de la política. Fue diputado del Reichstag que se reunió en otoño de ese año y fue un miembro del congreso eslavo en Praga. Se negó a formar parte del parlamento preliminar constituido por 500 diputados que se reunió en Fráncfort del Meno, con el pretexto de que como checo no estaba interesado en los asuntos alemanes. Por esta época, Palacký se mostraba partidario de un Imperio austríaco fuerte, que debería consistir en una federación de los estados eslavos y germánicos del sur, permitiendo la vigencia de los derechos individuales; teoría que se denominó austroeslavismo. En su conocida «Carta a Fráncfort» («Psaní do Frankfurta»), principal texto del lealismo checo, Palacký escribió: «Ciertamente, si el Estado austríaco no hubiese existido por mucho tiempo, habría estado entre los intereses de Europa y por supuesto de la humanidad esforzarse por crearlo lo antes posible». Su perspectiva encontró cierta acogida favorable en Viena y se le llegó a ofrecer una cartera en el gabinete Pillersdorf. El derrumbe de la idea federal y el triunfo definitivo del centralismo austriaco le llevaron a retirarse de la política en 1852.
Sin embargo, tras las concesiones liberales de 1860 y 1861, se convirtió en un miembro vitalicio del senado austríaco. No obstante, sus ideas encontraron poco apoyo de la asamblea, y con la excepción de un breve período tras el decreto de septiembre de 1871, en el que el emperador Francisco José dio ciertas esperanzas de autogobierno a Bohemia, no volvió a acudir al senado desde el año 1861. En el Lantag de Bohemia se convirtió en un líder reconocido del partido nacionalista-federal (staročeši). Aspiraba al establecimiento de un reino checo que incluiría Bohemia, Moravia y Silesia, y su apoyo a la autonomía checa le llevó a aliarse con la nobleza conservadora y con los extremistas católicos. Asistió al congreso paneslavista de Moscú en 1867. Murió en Praga el 26 de mayo de 1876.

## Obras
Entre sus obras históricas más importantes, aparte de su Historia, se encuentran: 
- Würdigung der alten böhmischen Geschichtschreiber (Praga, 1830), un compendio de autores bohemios en aquella época inaccesibles para la mayoría de los estudiantes checos.
- Archiv český (6 vols., Praga, 1840-1872)
- Urkundliche Beiträge zur Geschichte des Hussitenkriegs (2 vols., Praga, 1872-1874)
- Documenta magistri Johannis Hus vitam, doctrinam, causant ... illustrantia (Praga, 1869)
- En colaboración con Pavel Jozef Šafářík, Anfänge der böhmischen Dichtkunst (Pressburg, 1818) and Die ältesten Denkmäler der böhmischen Sprache (Prague, 1840)
- Tres volúmenes de sus ensayos y artículos checos fueron publicados como Radhost (3 vols., Praga, 1871-1873)

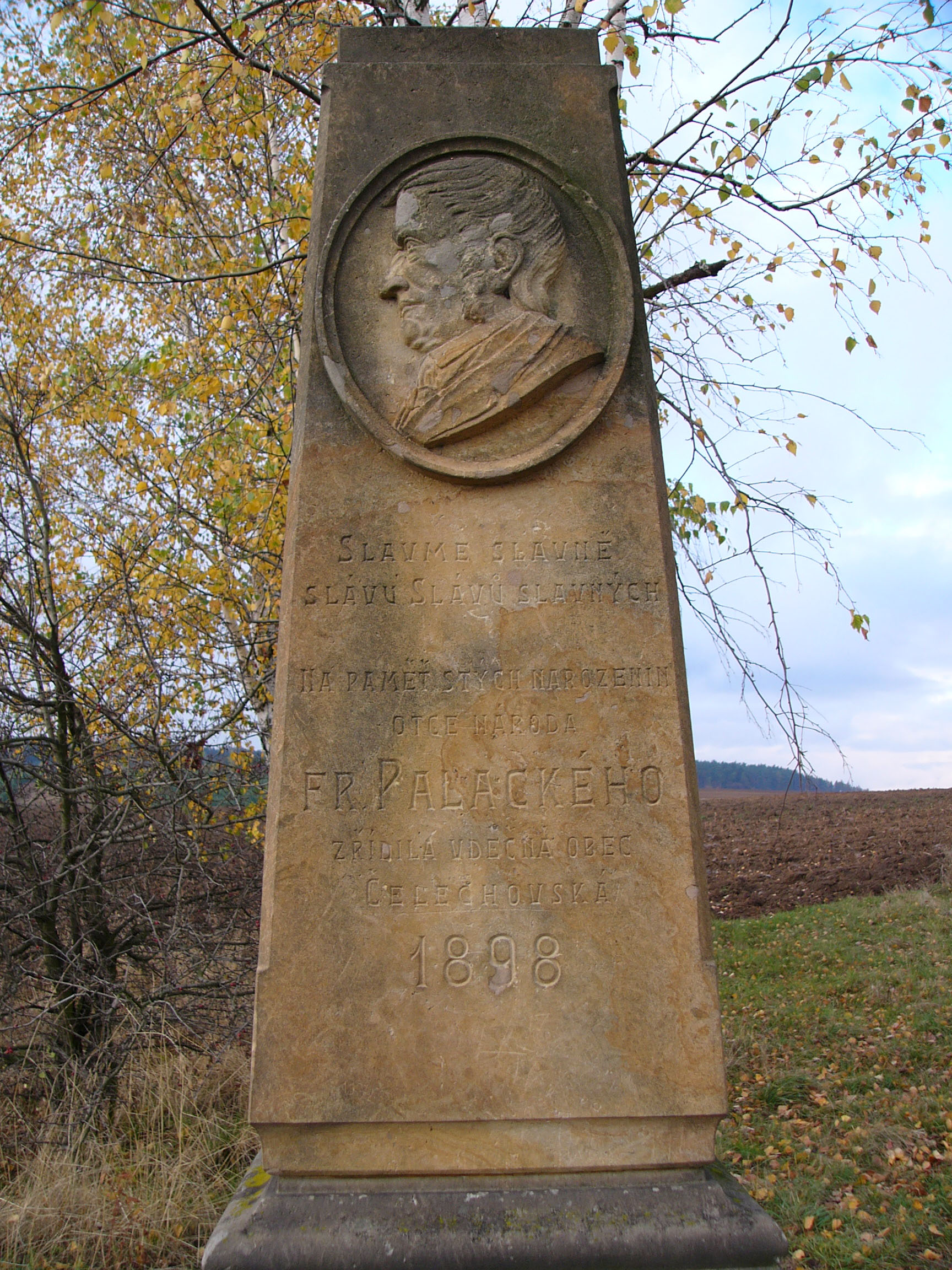
Memorial dedicado a František Palacký.

## Visión moderna
Actualmente Frantisek Palacký es considerado uno de los tres padres de la nación checa -el primero sería Carlos IV, rey de Bohemia y Sacro Emperador Romano, el segundo sería František Palacký y el tercero Tomáš Garrigue Masaryk. Diversas opiniones han querido situar a uno u otro por encima de los demás. Como historiador, nadie lo ha sobrepasado en su Historia de Bohemia, excepto quienes se han enfocado en períodos más concretos, e incluso éstos han sido influidos directa o indirectamente por su obra.